# A leleplezett Vatikán
A leleplezett Vatikán (The Vatican Exposed.  Money, Murder, and the Mafia - Prometheus Books ISBN 1-59102-065-4 2003) Paul L. Williams író oknyomozó stílusban megírt könyve, amely a katolikus egyház, a pápaság és egyben Vatikán Állam 20. századi történetének árnyoldalait tárgyalja, részletes pénzügyi és politikai elemzésekkel.

## A könyv témája
A 20. század elejére a katolikus egyház vagyona, tekintélye és világi dicsősége az azt megelőző korszakhoz képest jelentéktelenre csökkent. A reformáció miatt az Észak- és Nyugat-Európából korábban beáramló adók, hűbéri járulékok, örökségek és adományok elapadtak. A felvilágosodás is további pénzügyi gondokat okozott. A francia forradalmat követően az egyházi vagyonokat Franciaországban a nemzet rendelkezése alá vonták és megtiltották a francia püspököknek, hogy a pápának addig küldött szokásos „római adót” fizessék. Az olasz nemzeti egység megteremtése után 1860-ra a pápa a római székhelyű Lazio kivételével minden itáliai területét és birtokát elvesztette. 1870-ben a pápa a „Vatikán foglya” lett. Az 1910-es 1920-as években a katolikus egyház gazdasági és politikai befolyása a mélyponton volt. Ebben az időben ismerte fel Benito Mussolini, hogy a katolicizmus jó szolgálatot tehet politikai előmenetelének és pozíciója megszilárdításának. A könyv tárgyalja a Vatikánnak egyes diktatúrákkal kötött szerződéseit, például az 1929-es lateráni egyezményt és az 1933-as német-vatikáni konkordátumot.
| „                           | 1977-ben, kevéssel a halála előtt VI. Pál azt mondta: »A sátán füstje beszivárgott a templomokba. Körüllengi az oltárt.« Mikor lépett be a sátán a római katolikus egyház szentélyébe? Mikor vettek diadalt a pokol kapui az egyház fölött? Egyesek szerint a lateráni egyezmény 1929. február 22-i aláírásakor. Mások egy jóval korábbi dátumra mutatnak, egy 312. évi tiszta, októberi reggelre, amikor Miltiades, Róma hajlott korú, megviselt püspöke térdet hajlott Konstantin római császár előtt, hogy egyháza elnyerje a mérhetetlen gazdagság és hatalom ígéretét. | ” |
| – rövid részlet a könyvből. | |   |

A szerző kritizálja a Vatikán egykori náci- és későbbi maffia-kapcsolatait is.

## Tartalomjegyzék
- Bevezetés: Koldusból királyfi

1. Mussolini Adománylevele
2. A csodálatos pénzszaporítás
3. A mammon diadala
4. A Vatikáni Bank megalapítása
5. A katolikus Horvátország és a náci arany
6. Kincsek a „patkányjáratokon” át
7. Mérhetetlen gazdagság
8. A rózsaszín pápa
9. Montini utolsó szalmaszála
10. Az ifjú cápa
11. A titkos társaság
12. Barátok közt
13. A meghamisított egyház
14. A „Vatikán Rt.” összeomlása
15. Halálra szánva
16. Az Ambrosiano-ügy
17. Tájkép csata után
18. Minden a régiben
19. Bevehetetlen erődítmény

- Utószó: És így tovább
- I. Függelék A pápák listája
- II. Függelék A lateráni egyezmény
- III. Függelék Konkordátum a szentszék és a Német Birodalom között
- Jegyzetek

## Magyarul
- A leleplezett Vatikán; ford. Benke László; Patmos Records, Bp., 2013